# Nahuel Pérez Biscayart
Nahuel Pérez Biscayart (Buenos Aires, 6 marzo 1986) è un attore argentino.

## Biografia
Biscayart è nato nel 1986 a Buenos Aires, in una famiglia di origine basca. A Buenos Aires ha frequentato l'Accademia di Belle Arti. Dopo aver avuto una serie di piccoli ruoli in opere cinematografiche e teatrali, si è trasferito a New York, dove ha lavorato nel Wooster Group, una compagnia teatrale indipendente. Dopo esser tornato in patria, ha recitato nei film Tatuado di Eduardo Raspo (2005) e Glue di Alexis Dos Santos (2006), in ruoli che gli sono valsi rispettivamente il premio Condor d'argento come rivelazione maschile e il premio al miglior attore al Festival des 3 Continents. Nel 2008 ha recitato nel film La sangre brota di Pablo Fendrik (2008), presentato alla Settimana internazionale della critica del Festival di Cannes. Nel 2010 ha acquisito notorietà recitando nel film Au fond des bois di Benoît Jacquot, nel ruolo del protagonista maschile Timothée.
Nel 2013 ha recitato nel film Grand Central di Rebecca Zlotowski, presentato a Cannes nella sezione Un Certain Regard, mentre l'anno seguente ha recitato nel film Je suis à toi di David Lambert, per cui è stato premiato come migliore attore al Festival internazionale del cinema di Karlovy Vary e al Queer Lisboa. Nel 2017 è stato co-protagonista nel film 120 battiti al minuto di Robin Campillo, premiato al Festival di Cannes 2017 con il Grand Prix Speciale della Giuria, la Queer Palm e il Premio FIPRESCI. Nello stesso anno ha fatto parte del cast principale del film Ci rivediamo lassù di Albert Dupontel. Nel 2020 ha recitato come attore protagonista in Lezioni di persiano di Vadim Perelman.

## Filmografia

### Cinema
- Próxima Salida, regia di Nicolás Tuozzo (2004)
- Tatuado, regia di Eduardo Raspo (2005)
- El aura, regia di Fabián Bielinsky (2005)
- Glue, regia di Alexis Dos Santos (2006)
- Cara de queso 'mi primer ghetto', regia di Ariel Winograd (2006)
- Familia Lugones, regia di Paula Hernández (2007)
- La sangre brota, regia di Pablo Fendrik (2008)
- La hermana menor, regia di Dodi Scheuer e Roberto Scheuer (2008)
- Silencios, regia di Mercedes García Guevara (2009)
- Pre-paradise, regia di Jorge Torres-Torres (2009)
- Antes, regia di Daniel Gimelberg (2010)
- Alas (pobre Jiménez), regia di Ariel Martínez Herrera (2010)
- Patagonia, regia di Marc Evans (2010)
- Au fond des bois, regia di Benoît Jacquot (2010)
- Cerro Bayo, regia di Victoria Galardi (2010)
- Grand Central, regia di Rebecca Zlotowski (2013)
- Left Foot Right Foot, regia di Germinal Roaux (2013)
- Todos están muertos, regia di Beatriz Sanchís (2014)
- Je suis à toi, regia di David Lambert (2014)
- Lulu, regia di Luis Ortega (2014)
- Becks letzter Sommer, regia di Frieder Wittich (2015)
- Stefan Zweig: Farewell to Europe, regia di Maria Schrader (2016)
- El futuro perfecto, regia di Nele Wohlatz (2016)
- 120 battiti al minuto (120 battements par minute), regia di Robin Campillo (2017)
- Ci rivediamo lassù (Au revoir là-haut), regia di Albert Dupontel (2017)
- Si tu voyais son cœur, regia di Joan Chemla (2017)
- Agadah, regia di Alberto Rondalli (2017)
- Sem Seu Sangue, regia di Alice Furtado (2019)
- El Prófugo, regia di Natalia Meta (2020)
- Lezioni di persiano (Persian Lessons), regia di Vadim Perelman (2020)
- Un anno, una notte (Un año, una noche), regia di Isaki Lacuesta (2022)
- El jockey, regia di Luis Ortega (2024)

### Televisione
- Sol negro - miniserie TV, 13 puntate (2003)
- Disputas - miniserie TV, 9 puntate (2003)
- Sangre fría - miniserie TV, 6 puntate (2004)
- Botines - miniserie TV, 1 puntata (2005)
- Ambiciones - serie TV, 12 episodi (2005)
- Conflictos en red - serie TV, 1 episodio (2005)
- Amas de casa desesperadas - miniserie TV, 18 puntate (2006)
- Hermanos y detectives - serie TV, 8 episodi (2006)
- 9 mm, crímenes a la medida de la historia - miniserie TV, 2 puntate (2007)
- La señal, regia di Rodrigo Moreno, Vivi Tellas - film TV (2007)
- Aquí no hay quien viva - serie TV, 39 episodi (2008)
- Mujeres asesinas - serie TV, 3 episodi (2005-2008)
- Epitafios - serie TV, 8 episodi (2009)
- Lo que el tiempo nos dejó - serie TV, 1 episodio (2010)
- El puntero - miniserie TV, 3 puntate (2011)
- Lynch - serie TV, 1 episodio (2012)

## Doppiatori italiani
- Flavio Aquilone in 120 battiti al minuto
- Stefano Broccoletti in Lezioni di persiano
- Emanuele Ruzza in Un anno, una notte

## Teatro
- I parenti terribili (Les Parents terribles), regia di Alejandra Ciurlanti (2007)

## Riconoscimenti
- 2005 – Premio Condor d'argento[2]
  - Condor d'argento come rivelazione maschile, per Tatuado
- 2006 – Festival des 3 Continents[3]
  - Premio al miglior attore, per Glue
- 2014 – Festival internazionale del cinema di Karlovy Vary[4]
  - Premio al miglior attore, per Je suis à toi
- 2015 – Queer Lisboa[5]
  - Premio al miglior attore, per Je suis à toi
- 2018 – Premio César
  - Migliore promessa maschile per 120 battiti al minuto